# Michelle Craske
Michelle G. Craske, född 16 februari 1959, är professor i klinisk psykologi vid UCLA. Hon är författare till över 200 artiklar rörande ångestsyndrom. Hon är en av världens ledande forskare på paniksyndrom, och är verksamhetsansvarig för “Anxiety disorders research center” vid University of California. Craske är med i arbetsgruppen för DSM-5 rörande ångestsyndrom.